# Stephonyx laqueus
Stephonyx laqueus is een vlokreeftensoort uit de familie van de Uristidae. De wetenschappelijke naam van de soort werd voor het eerst geldig gepubliceerd in 1967 door Jerry Laurens Barnard.